# Sinni
El Sinni (en llatí Siris o Sinnis, en grec antic Σῖρις o Σίνις) és un riu del sud d'Itàlia. Flueix per la regió de Lucània i desemboca a la mar Jònica. L'antiga ciutat de Siris era a la desembocadura del riu.
El riu Sinni el menciona Licòfron, i també Arquíloc de Paros, segons diu Ateneu de Nàucratis. Aquest últim autor l'anomena Sinis (Σίνις), i el seu nom actual derivaria doncs d'un nom antic. La Taula de Peutinger també l'anomena, però amb el nom corrupte de Semnum, i el situa a uns 6 km d'Heraclea de Lucània. Estrabó i Plini el vell mencionen conjuntament el riu Sinni i el riu Agri, i diuen que són dos dels corrents d'aigua més importants de Lucània. A la guerra de Pirros contra la República Romana, l'any 280 aC es ca disputar una batalla important a les seves ribes, segons diu Plutarc. Luci Anneu Flor i Pau Orosi el van confondre, sense cap fonament, amb el riu Liris, a la Campània.